# Christoffer Ingo
Christoffer Carl Gustav Ingo, född 16 november 1994 i Korsholm, är en finländsk politiker (Svenska folkpartiet). Han är ledamot av Finlands riksdag sedan 2024.
Han fick en suppleantplats i riksdagsvalet 2023 med 4 802 röster.
Sommaren 2024 blev Anna-Maja Henriksson invald i Europaparlamentet och Ingo fick hennes plats i riksdagen.

## Karriär
Ingo är hemma från Älvbyarna i Korsholm och blev utexaminerad från Yrkesakademin i Österbotten som landsbygdsföretagare år 2013. Han blev tradenom från Yrkeshögskolan Novia år 2017.
Ingo blev invald i Korsholms kommunfullmäktige i kommunalvalet 2017. Han fick 259 röster och blev vald till fullmäktiges första vice ordförande för åren 2017-2021.
Ingo fungerade som Svenska Folkpartiets ungdomsförbund Svensk Ungdoms förbundsordförande 2017-2019. Ingo fick 2 082 röster i riksdagsvalet 2019 i Vasa valkrets vilket inte räckte till inval.
Från år 2019 till 2020 arbetade Ingo som dåvarande justitieminister och SFP:s partiordförande Anna-Maja Henrikssons riksdagsassistent. Han arbetade som rådgivare för ProAgria 2020-2022
Ingo blev omvald till Korsholms kommunfullmäktige med 437 röster i kommunalvalet 2021. Ingo har fungerat som fullmäktigeordförande sedan mandatperioden började.